# 니콜라스 페리콘
니콜라스 페리콘(Nicholas Perricone, /ˈpɛrɛkoʊn/)은 미국의 유명 의사이다. 피부과 전문의이자 사업가이며 체중 감량과 젊음의 외모 유지에 관한 자조 서적의 저자이다. 미시간 주립 대학교 인간의과대학에서 의학 학위를 받았다. 그의 진료소는 맨해튼 5번가에 있다.
그는 보톡스 사용을 반대한다. 그는 운동, 항염증 식단, 식이 보충제, 수퍼푸드, 국소 제품 등이 노화와 외모에 미치는 영향을 막는 데 도움이 될 수 있다고 주장한다. 그의 회사인 N.V. 페리콘 M.D.(N.V. Perricone, M.D. Ltd.)는 그의 책에 설명되어 있고 닥터 오즈(Dr Oz)와 같은 쇼에서 판매하는 브랜드 제품을 판매하고 있으며 2008년 기준으로 5천만 달러의 수익을 올렸다. 피어트레이너(PEERtrainer)에 따르면, 그를 비판하는 사람들은 "그가 제품을 팔기 위해 미친 약속을 했다고 비난한다. 그의 주장은 과학적 연구에 의해 뒷받침되는 것이 거의 없으며, 그가 직접 수행한 연구는 결코 의학 저널에 출판된 적이 없다. 면밀히 검토할 것”이라고 말했다.
헤리엣 홀(Harriet Hall)과 스티븐 베렛(Stephen Barrett)은 페리콘의 글에는 "의심스럽고, 논쟁의 여지가 있고, 환상적이며, 발표된 증거에 의해 뒷받침되지 않거나, 완전히 잘못된 주장이 많이 포함되어 있다"라고 썼다.